# Flamingo-comum
O flamingo-comum ou flamingo-rosado (Phoenicopterus roseus) é uma ave da família Phoenicopteridae. Tal como os outros membros da sua família, sua plumagem será sempre vermelha, as patas longas e o bico espesso e curto. Foi recentemente separado do flamingo-americano (P. ruber).
O flamingo-comum distribui-se pelo sul da Europa (bacia do Mediterrâneo), pelo norte da África bem com em alguns territórios mais a Oriente.
Na Europa este flamingo possui colónias importantes em Espanha (Laguna de Fuente de Piedra) e em França (Camargue). Em Portugal pode ser vista ao longo de todo o ano nas zonas húmidas litorais desde a ria de Aveiro até ao Algarve. Em 2010 foi pela primeira vez confirmada a nidificação de flamingos em Portugal, na Lagoa dos Salgados, no Algarve.
A observação de aves anilhadas mostra que uma grande parte dos flamingos que ocorrem em Portugal são oriundos das colónias europeias.
Os flamingos podem chegar a altura entre 120 a 145 cm de altura, 170 cm de envergadura e pesar cerca de 12 kg.

## Alimentação
A alimentação consiste em pequenos crustáceos, peixes e bivalves, os quais procura nas zonas onde a água tem pouca profundidade e nas zonas de lama ou sapais.

## Subespécies
A espécie é monotípica (não são reconhecidas subespécies).